# Lathrobium impressum
Lathrobium impressum är en skalbaggsart som beskrevs av Oswald Heer 1841. Lathrobium impressum ingår i släktet Lathrobium, och familjen kortvingar. Arten är reproducerande i Sverige.